# Hanna Holeksa
Hanna Holeksa (ur. 15 lipca 1977 w Bytomiu) – polska pianistka, doktor habilitowana sztuk muzycznych, wykładowczyni Akademii Muzycznej w Łodzi.

## Wykształcenie i praca naukowa
Ukończyła z wyróżnieniem Akademii Muzycznej im. K. Szymanowskiego oraz w Hochschule der Kunste Bern, w klasach prof. A. Jasińskiego, prof. R. Strokosz-Michalak i prof. T. Herbuta. W 2011 obroniła pracę doktorską Fortepian w twórczości Karola Szymanowskiego. W 2015 na Akademii Muzycznej w Poznaniu uzyskała habilitację w zakresie sztuk muzycznych na podstawie płyty Strauss/Elgar, Sonaty. Obecnie wykłada na Akademii Muzycznej w Łodzi.

## Wyróżnienia
Stypendystka Krajowego Funduszu na rzecz Dzieci. Jest laureatką m.in. Międzynarodowego Konkursu Pianistycznego im. M. Magina w Paryżu (1992, II nagroda), III Ogólnopolskiego Konkursu Pianistycznego im. F. Liszta we Wrocławiu (1995, I nagroda), Estrady Młodych Festiwalu Pianistyki Polskiej w Słupsku (1996), Ogólnopolskiego Konkursu na Stypendia Artystyczne im. F. Chopina w Warszawie (1995–1998), Międzynarodowego Konkursu Współczesnej Muzyki Kameralnej im. K. Pendereckiego w Krakowie (1997, II nagroda), Ogólnopolskiego Konkursu Fundacji Yamaha w Gdańsku (1999, I nagroda), Międzynarodowego Konkursu Pianistycznego im. F. Liszta we Wrocławiu (1999, V nagroda), Odd-Fellows Musikpreis w Bernie (2003, I nagroda), RAHN Musikpreis w Zurychu (2004, I nagroda).
Jest laureatką wielu wyróżnień i nagród dla pianistów – akompaniatorów na międzynarodowych konkursach instrumentalnych, m.in. International Instrumental Wettbewerb Markneukirchen, Międzynarodowego Konkursu Muzycznego im. M Spisaka w Dąbrowie Górniczej, International J. M. Sperger Wettbewerb w Andernach, Międzynarodowego Konkursu Altówkowego im. J. Rakowskiego w Poznaniu, Międzynarodowego Konkursu Skrzypcowego im. G. F. Telemanna w Poznaniu, Międzynarodowego Konkursu Skrzypcowego im. G. Bacewicz w Łodzi, Ogólnopolskiego Konkursu Skrzypcowego im. E. Umińskiej w Krakowie, Ogólnopolskiego Konkursu Skrzypcowego im. Z. Jahnkego w Poznaniu, Akademickiego Konkursu Kontrabasowego w Łodzi, Ogólnopolskiego Konkursu Kontrabasowego im. A. B. Ciechańskiego w Poznaniu, Ogólnopolskiego Turnieju Wiolonczelistów i Kontrabasistów w Warszawie. W październiku 2016 była oficjalną pianistką 15. Międzynarodowego Konkursu Skrzypcowego im. Henryka Wieniawskiego w Poznaniu.